# Kräkeltjärnen
Kräkeltjärnen är en sjö i Ljusdals kommun i Hälsingland och ingår i Ljusnans huvudavrinningsområde. Sjön har en area på 0,117 kvadratkilometer och ligger 300,1 meter över havet.

## Delavrinningsområde
Kräkeltjärnen ingår i det delavrinningsområde (686536-151505) som SMHI kallar för Ovan 686365-151375. Medelhöjden är 312 meter över havet och ytan är 13,3 kvadratkilometer. Det finns inga avrinningsområden uppströms utan avrinningsområdet är högsta punkten. Sjöboån (Tvärån) som avvattnar avrinningsområdet har biflödesordning 3, vilket innebär att vattnet flödar genom totalt 3 vattendrag innan det når havet efter 130 kilometer. Avrinningsområdet består mestadels av skog (87 procent). Avrinningsområdet har 0,12 kvadratkilometer vattenytor vilket ger det en sjöprocent på 0,9 procent.